# Коле Умберто I
Коле Умберто I (итал. Colle Umberto I) је насеље у Италији у округу Перуђа, региону Умбрија.
Према процени из 2011. у насељу је живело 496 становника. Насеље се налази на надморској висини од 274 м.